# La lotería
La lotería (en inglés The Lottery) es un relato corto de Shirley Jackson, publicado inicialmente el 26 de junio de 1948 en el diario The New Yorker. Escrito el mismo mes en que fue publicado, actualmente es considerado como "uno de los más famosos relatos cortos de la historia de la literatura estadounidense". También ha sido descrito como un escalofriante cuento sobre la conformidad y la alienación como fuerzas que confluyen sobre una víctima a manera de chivo expiatorio.
La reacción a la publicación del relato fue negativa, lo que sorprendió a Jackson y al The New Yorker; recibió trescientas cartas, todas negativas o amenazantes, menos unas cuantas que eran de amigos y amigas de la autora. Algunos lectores cancelaron sus suscripciones al diario y enviaron mensajes de protesta durante el verano. La historia fue prohibida en la Unión Sudafricana porque en algunas partes de África todavía se usaba la lapidación como castigo. Desde entonces, ha sido aceptado como un cuento estadounidense clásico, sujeto a interpretaciones críticas y a adaptaciones.

## Argumento
La historia mezcla detalles de la vida contemporánea con un bárbaro ritual llamado "la lotería". La historia ocurre en una pequeña ciudad ficticia estadounidense (de aproximadamente 300 habitantes) donde los moradores muestran un humor extraño y sombrío, y donde se observan cosas no usuales, como niños que cogen y reúnen piedras para la lotería anual del 27 de junio.
El sorteo se realiza entre los cabezas de familia, y son elegidos los Hutchinson. Después, se realiza un sorteo dentro de la familia elegida, y sale escogida Tessie Hutchinson (la madre), por lo que es lapidada hasta la muerte por todos los vecinos del pueblo, incluida su propia familia, como un sacrificio necesario para asegurar una buena cosecha, conforme a las creencias de la comunidad.

## Apellidos de los personajes
Los apellidos de algunos de los personajes tienen significados en inglés. Tres ejemplos obvios son Summers, que es la palabra en inglés para ‘verano’, Warner para ‘advertir’ y Graves para ‘sepultura’. La relación con la trama es obvia: el ritual ocurre en verano, Warner advierte de un desastre si se abandona la tradición de la lotería, y Graves envía personas a sus sepulturas.
Estos apellidos suenan naturales a los oídos de un angloparlante, porque de hecho son apellidos comunes y normales. Según el censo de los EE. UU., en el país hay 56 000 personas con el apellido Summers, 83 000 de Warner, y 84 000 de Graves.